# Bruno Landi
Bruno Landi   (Amelia, 5 de desembre de 1928 - La Spezia, 13 de juny de 2005) va ser un ciclista italià, professional entre 1953 i 1957.
Durant la seva carrera esportiva destaca la victòria a la Volta a Llombardia de 1953. Aquesta edició va estar marcada per un error de senyalització en els darrers metres, quan un policia no indicà correctament el camí a seguir als grup capdavanter d'onze ciclistes. Landi, que anava endarrerit, va ser dels primers en adonar-se de l'error i això li va permetre guanyar la cursa.

## Palmarès
- 1952
  - 1r a la Milà-Tortona
- 1953
  - 1r a la Volta a Llombardia
- 1954
  - 1r a la Nazionale, a Romito Magra